# 斉天大聖
斉天大聖（せいてんたいせい、繁体字: 齊天大聖; 簡体字: 齐天大圣; 拼音: Qítiān dàshèng）は、中国四大奇書の一つである、『西遊記』の主人公の神仙・孫悟空が作中で名乗った称号。天にも斉（等）しい大聖者の意。この名前で天宮で騒動を起こしている。そのため、三蔵法師と取経の旅にでたときも、各地の土地神などから「大聖」と呼ばれることもある。

## 雑劇
西遊記雑劇では次のとおり記述されている。

### 元曲
元曲『西遊記雜劇（楊景賢）第三本』では、孫行者は「小聖弟兄 姊妹五人 大姊驪山老母 二妹巫枝祗聖母 大兄齊天大聖 小聖通天大聖 三弟耍耍三郎」と自分は5人の兄弟姉妹 姉 驪山老母、妹の巫枝祗聖母、兄の齊天大聖、自分は通天大聖で、弟の要要三郎がいるという。

#### 石碑
2005年1月11日に新華網が中華人民共和国福建省順昌縣城西北部寶山で左に通天大聖、右に齊天大聖と刻まれた元末～明初期の石の墓碑が発見されたとの報道がなされた

### その他
『爭玉板八仙過海』では齊天大聖、通天大聖、攪海大聖、翻江大聖、移山大聖の5聖が四海竜王と争った八仙を助ける。
『二郎神鎖齊天大聖』（明）では齊天大聖は「吾神三人 姐妹五個 大哥哥 通天大聖 吾神乃齊天大聖 姐姐龜山水母 妹子鐵色獼猴 兄弟是耍耍三郎」と兄は通天大聖、姉は亀山水母、妹は鉄色獼猴、弟は要要三郎といい、天上から桃、丹、衣を奪い二郎真君に追討される。これらの話のうち、花果山や猴王などの名はすでに宋代の『詩話』の段階から見え、斉天大聖の名は上述の通り「陳巡検梅嶺失妻記」など、美女をさらう福建地方の妖猿の伝説に由来する。

## 西遊記以後
孫悟空は西遊記以後も『八仙東遊記』では八仙に味方し四竜王や関帝と争ったり、『南遊記』などの小説に齊天大聖という名で登場している。

## 神としての齊天大聖
孫悟空は小説である西遊記に登場するキャラクターであるが中国で齊天大聖という神として信仰されている。それは古くは『耳書』（佟世思撰 清）に「孫大聖 閩中有神猴首人身額以金圈手執鐵棍衣虎皮土人呼為孫大聖相傳明季倭亂曾現身雲中大敗倭寇以故迄今尸祝之按小說家西遊記有所謂孫大聖者豈即此也耶附記以發一噱」孫大聖が明の時代に倭寇を破り信仰された記述があり、『聊斎志異』齊天大聖に福建での信仰が記述されている。
近代では崇拝している中国武術修行者が義和団の乱を起こした。今なお台湾や東南アジアで信仰されている。また2005年に齊天大聖と通天大聖の名が刻まれた石碑が福建省順昌県城西北 寶山主峰で発見されている。